# جوزيف تاكر
جوزيف تاكر (14 سبتمبر 1979 بباث في المملكة المتحدة - ) (بالإنجليزية: Joseph Tucker)‏ هو لاعب كريكت بريطاني. لعب مع نادي مقاطعة سومرست للكريكت ‏.

## وصلات خارجية
- جوزيف تاكر على موقع إي آس بي آن كريك إنفو (الإنجليزية)